# 庫季 (洛卡奇區)
50°35′55″N 24°41′11″E / 50.59861°N 24.68639°E
庫季（烏克蘭語：Кути），是烏克蘭的村落，位於該國西部沃倫州，由沃洛德米爾區負責管轄，始建於1570年，面積922平方公里，海拔高度222米，2001年人口108，人口密度每平方公里0.12人。